# Mazarete
Mazarete ist ein zentralspanischer Ort und eine Gemeinde (municipio) mit 27 Einwohnern (Stand: 2024) im Nordosten der Provinz Guadalajara in der Autonomen Gemeinschaft Kastilien-La Mancha in Zentralspanien. 

## Lage
Mazarete liegt im Iberischen Gebirge im Osten der Provinz Guadalajara in einer Höhe von 1235 m. Die Entfernung zur westsüdwestlich gelegenen Provinzhauptstadt Guadalajara beträgt ca. 90 Kilometer (Fahrtstrecke). 

## Bevölkerungsentwicklung
| Jahr      | 1970 | 1981 | 1991 | 2001 | 2011 | 2021 |
| Einwohner | 267  | 126  | 95   | 74   | 51   | 31   |

## Sehenswürdigkeiten
- Kirche Mariä Himmelfahrt aus dem 16. Jahrhundert
- Mameskapelle
- Rochuskapelle

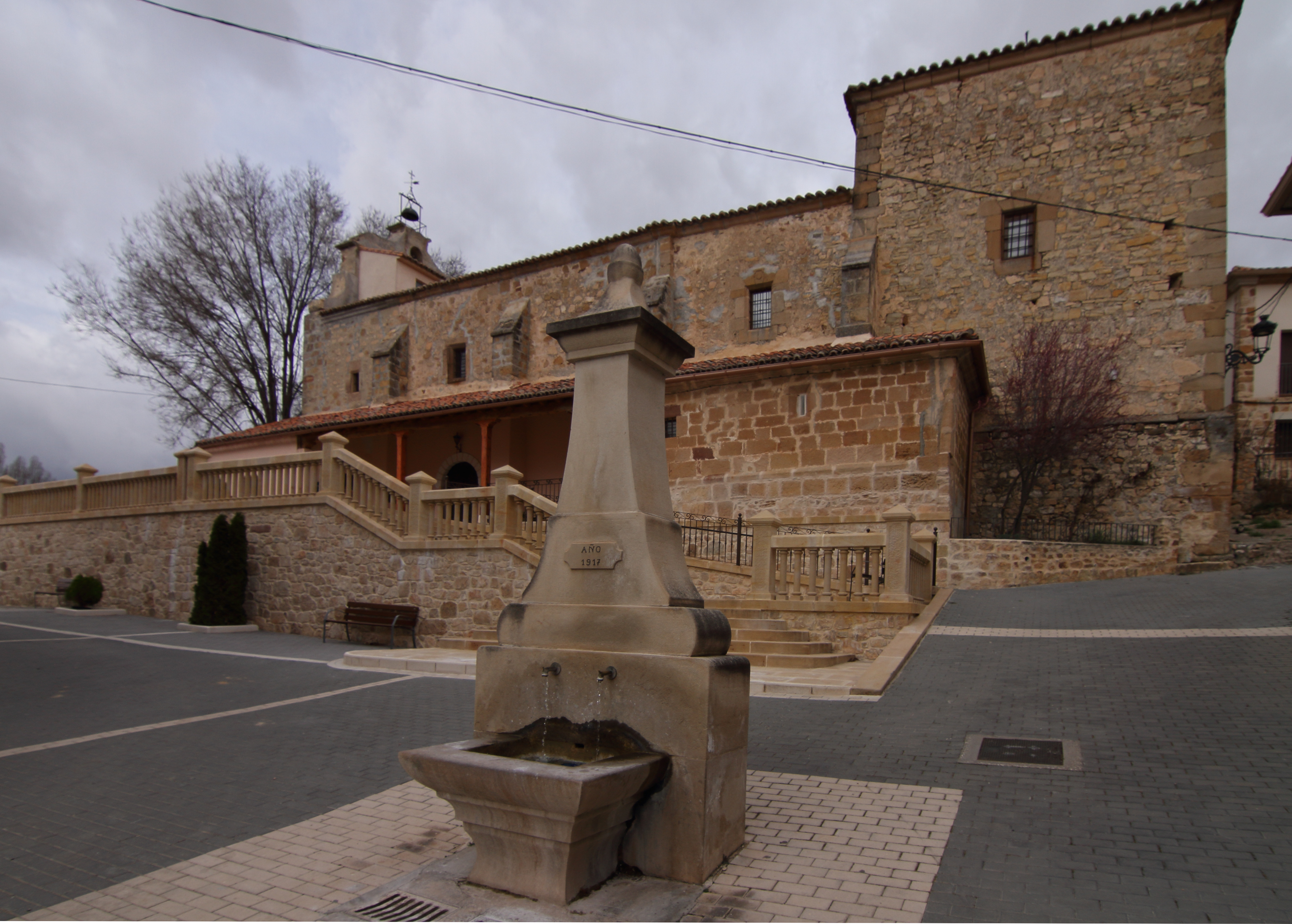
Kirche Mariä Himmelfahrt
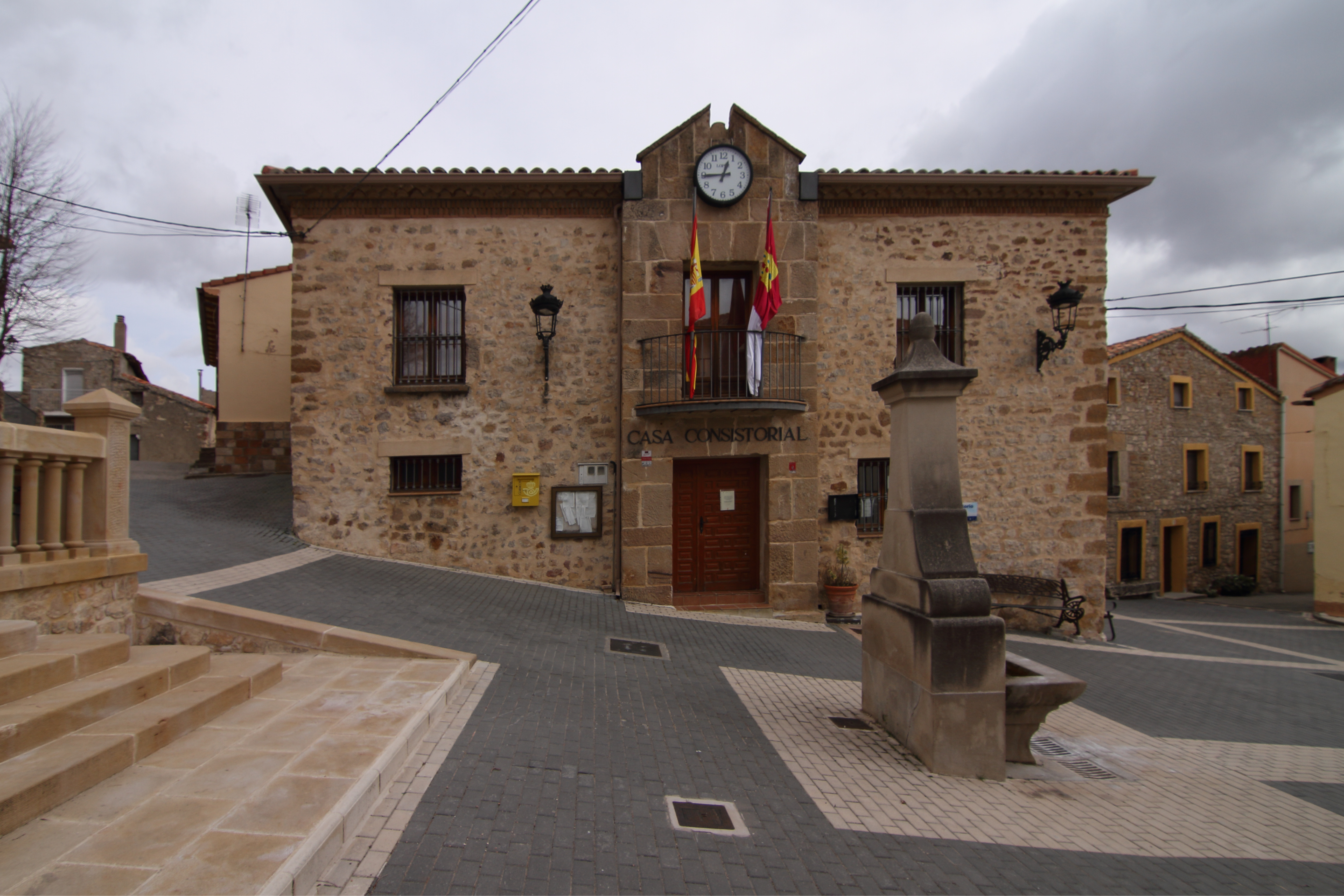
Rathaus